# Падаке, Альбер Пахими
Альбер Пахими Падаке (фр. Albert Pahimi Padacké; род. 15 ноября 1966, Пала) — государственный и политический деятель Чада. Премьер-министр Чада (2016—2018; 2021—2022).

## Биография
Родился в Пале в ноябре 1966 года. Имеет степень магистра публичного права и диплом юридического факультета Университета Нджамены. В течение 1990-х годов был министром финансов, а затем министром торговли, пока не был уволен президентом Идрисом Деби в ноябре 1997 года за прогул; он внезапно посетил правительственные здания и уволил Альбера Пахими Падаке вместе с двумя другими министрами за отсутствие на работе без уважительной причины. Позже Альбер Пахими Падаке стал государственным секретарём по финансам в феврале 2001 года, а затем стал министром горнодобывающей промышленности, энергетики и нефти в правительстве 8 апреля 2001 года. В августе 2001 года стал министром без портфеля, занимая эту должность до июня 2002 года.
В апреле 2002 года был избран в парламент Чада на парламентских выборах в качестве кандидата от Национального собрания за демократию в Чаде в избирательном округе Пала в департаменте Майо-Даллах. С июня 2002 по август 2005 года был членом Экономического сообщества стран Центральной Африки. Затем был назначен министром сельского хозяйства 7 августа 2005 года.
Стал кандидатом в президенты от Национального собрания за демократию в Чаде на президентских выборах в мае 2006 года, на которых занял третье место с 7,82 % голосов. 29 мая, вскоре после объявления окончательных результатов, поздравил Идриса Деби с победой на выборах. Основные оппозиционные партии не участвовали в выборах, заявив, что они были фальсифицированы.
4 марта 2007 года был назначен министром юстиции в правительстве страны. Впоследствии был переведён на должность министра почты, информационных технологий и связи 23 апреля 2008 года. 13 февраля 2016 года Идрис Деби назначил Альбера Пахими Падаке премьер-министром.
Участвовал в президентских выборах 2021 года и занял второе место с 10,32 % голосов.
26 апреля 2021 года Альбер Пахими Падаке назначен главой правительства переходного периода.
13 марта 2024 года Падаке был выдвинут своей партией «Национальное объединение за демократию в Чаде» (RNDT-Le Réveil) кандидатом на президентских выборах 6 мая 2024 года.